# Glypta zurquiensis
Glypta zurquiensis là một loài tò vò trong họ Ichneumonidae.